# Ilha das Flores (Sergipe)
Pour les articles homonymes, voir Ilha das Flores.
Ilha das Flores est une ville brésilienne du nord-est de l'État du Sergipe.

## Géographie
Ilha das Flores se situe par une latitude de 10° 26′ 11″ sud et par une longitude de 36° 32′ 24″ ouest, à une altitude de 3 mètres.
Sa population était de 8 598 habitants au recensement de 2007. La municipalité s'étend sur 53 km2.
Elle fait partie de la microrégion de Propriá, dans la mésorégion Est du Sergipe.